# Коровники
Коровники (пол. Krówniki) — село в Польщі, у гміні Перемишль Перемишльського повіту Підкарпатського воєводства. Населення — 536 осіб (2011).
Розташоване на 4 кілометри на південний схід від Перемишля, у міжріччі Сяну і Вігору. Село спалене дотла під кінець 1945.

## Історія
Вперше згадується в 1542 р. як село на руському праві з руською церквою і руським попом. До 1772 р. село належало до королівських володінь Перемишльського староства Перемишльської землі Руського воєводства Королівства Польського.

Стара та нова церква у селі Коровники.

У 1772 році після першого розподілу Польщі ввійшло до провінції Королівство Галичини та Володимирії імперії Габсбургів. У 1880 р. було 640 мешканців (з них майже всі греко-католики за винятком кільканадцяти римо-католиків), село належало до Перемишльського повіту.
Після розпаду Австро-Угорщини і утворення 1 листопада 1918 р. Західноукраїнської Народної Республіки це переважно населене українцями село Надсяння було окуповане Польщею. На 1.01.1939 в селі було 1130 мешканців (з них 960 українців, 75 поляків, 80 польських колоністів міжвоєнного періоду і 15 євреїв). Село входило до ґміни Поповичі Перемишльського повіту Львівського воєводства.
Після початку Другої світової війни 13 вересня 1939 року війська Третього Рейху увійшли в село, та після вторгнення СРСР до Польщі 27 вересня увійшли радянські війська і Коровники, що знаходяться на правому, східному березі Сяну, разом з іншими навколишніми селами відійшли до СРСР та ввійшли до складу утвореної 27 листопада 1939 року Дрогобицької області УРСР (обласний центр — місто Дрогобич).
З початком німецько-радянської війни 27 червня 1941 року село було зайняте військами вермахту. В кінці липня 1944 року село було зайняте Червоною Армією. Від 13 серпня 1944 почалася примусова мобілізація українців до Червоної Армії.
В березні 1945 року Коровники, як і весь Перемишльський район включно з містом Перемишль зі складу Дрогобицької області передано Польщі. Після цього було здійснено етноцид українців — виселення українців у СРСР та на ті території в західній та північній частині польської держави (так звані повернені території), що до 1945 належали Німеччині (операція Вісла), а на їх місце заселено поляків.
У 1975-1998 роках село належало до Перемишльського воєводства.

### Церква
Мурована церква Богоявлення Господнього збудована в 1886 на місці попередньої дерев'яної з 1804 р., була парафіяльною, належала з 1920 р. до Перемиського деканату Перемишльської єпархії УГКЦ. Церква після виселення українців перетворена на костел.

## Демографія
Демографічна структура станом на 31 березня 2011 року:
|          | Загалом | Допрацездатний вік | Працездатний вік | Постпрацездатний вік |
| -------- | ------- | ------------------ | ---------------- | -------------------- |
| Чоловіки | 261     | 56                 | 180              | 25                   |
| Жінки    | 275     | 48                 | 178              | 49                   |
| Разом    | 536     | 104                | 358              | 74                   |